# گورستان امامزاده بی‌بی سلطان
قبرستان امامزاده بی بی سلطان مربوط به دوره صفوی - دوره قاجار است و در شهرستان سپیدان، بخش بیضا، دهستان کوشک هزار، ۲ کیلومتری جنوب روستای کوشک هزار واقع شده و این اثر در تاریخ ۳۰ بهمن ۱۳۸۶ با شمارهٔ ثبت ۲۰۹۵۵ به‌عنوان یکی از آثار ملی ایران به ثبت رسیده است.